# Communauté de communes du Pays Manslois
La Communauté de communes du Pays Manslois est une ancienne communauté de communes française, située dans le département de la Charente et le pays du Ruffécois.

## Historique
- 2011 : Saint-Groux rejoint la CC.
- 2013 : Cellefrouin et La Tâche rejoignent la CC.
- Elle disparait le 1er janvier 2017 à la suite de sa fusion avec les communautés de commune de la Boixe » (14 communes) et du Pays d'Aigre » (15 communes) pour former la nouvelle Communauté de communes Cœur de Charente[1].

## Administration

### Liste des présidents
| Période | Période       | Identité              | Étiquette | Qualité |
| ------- | ------------- | --------------------- | --------- | ------- |
| ?       | 2014          | Michel Harmand        |           |         |
| 2014    | décembre 2016 | Jean-Pierre de Falois |           |         |

### Régime fiscal et budget
- Régime fiscal (au 01/01/2006): fiscalité additionnelle.

## Composition
Elle regroupait vingt-sept communes le 1er janvier 2016 :
| Nom                       | Code Insee | Gentilé         | Superficie (km2) | Population (dernière pop. légale) | Densité (hab./km2) |
| ------------------------- | ---------- | --------------- | ---------------- | --------------------------------- | ------------------ |
| Mansle (siège)            | 16206      | Manslois        | 5,75             | 1 639 (2014)                      | 285                |
| Aunac                     | 16023      | Aunacois        | 4,77             | 337 (2014)                        | 71                 |
| Bayers                    | 16033      | Bayersois       | 3,59             | 119 (2014)                        | 33                 |
| Cellefrouin               | 16068      | Cellefrouinais  | 40,09            | 569 (2014)                        | 14                 |
| Cellettes                 | 16069      | Cellettois      | 9,37             | 429 (2014)                        | 46                 |
| Chenommet                 | 16094      |                 | 4,43             | 164 (2014)                        | 37                 |
| Chenon                    | 16095      | Chenonais       | 10,48            | 141 (2014)                        | 13                 |
| Fontclaireau              | 16140      | Clarifontains   | 5,61             | 416 (2014)                        | 74                 |
| Fontenille                | 16141      | Fontenillois    | 9,52             | 341 (2014)                        | 36                 |
| Juillé                    | 16173      | Juilléens       | 8,60             | 197 (2014)                        | 23                 |
| Lichères                  | 16184      | Lichérois       | 4,94             | 93 (2014)                         | 19                 |
| Lonnes                    | 16191      |                 | 7,51             | 169 (2014)                        | 23                 |
| Luxé                      | 16196      | Luxéens         | 12,17            | 725 (2014)                        | 60                 |
| Mouton                    | 16237      | Moltonais       | 9,08             | 224 (2014)                        | 25                 |
| Moutonneau                | 16238      | Multonelliens   | 4,22             | 103 (2014)                        | 24                 |
| Nanclars                  | 16241      |                 | 5,73             | 192 (2014)                        | 34                 |
| Puyréaux                  | 16272      | Podio-Régaliens | 8,11             | 516 (2014)                        | 64                 |
| Saint-Amant-de-Bonnieure  | 16296      |                 | 10,67            | 358 (2015)                        | 34                 |
| Saint-Angeau              | 16300      | Angelusiens     | 10,94            | 768 (2015)                        | 70                 |
| Saint-Ciers-sur-Bonnieure | 16307      |                 | 10,44            | 321 (2014)                        | 31                 |
| Sainte-Colombe            | 16309      |                 | 6,50             | 188 (2015)                        | 29                 |
| Saint-Front               | 16318      | Saint-Frontains | 13,35            | 362 (2014)                        | 27                 |
| Saint-Groux               | 16326      |                 | 4,50             | 132 (2014)                        | 29                 |
| La Tâche                  | 16377      | Tachois         | 7,30             | 105 (2014)                        | 14                 |
| Valence                   | 16392      | Valenciens      | 10,87            | 231 (2014)                        | 21                 |
| Ventouse                  | 16396      | Ventousiens     | 10,15            | 129 (2014)                        | 13                 |
| Villognon                 | 16414      |                 | 9,17             | 342 (2014)                        | 37                 |

## Compétences
Nombre total de compétences exercées en 2016 : 20.